# (16781) Renčín
16781 Rencin (1996 XU18) – planetoida z pasa głównego asteroid okrążająca Słońce w ciągu 5,63 lat w średniej odległości 3,16 j.a. Odkryta 12 grudnia 1996 roku.